# WWE SmackDown vs. Raw 2010
WWE SmackDown vs. Raw 2010 (también acortado WWE SvR 2010) es un videojuego de lucha libre profesional desarrollado por Yuke's y distribuido por THQ para los sistemas PlayStation 2 (PS2), PlayStation 3 (PS3), PlayStation Portable (PSP), Wii, Nintendo DS y Xbox 360. Es el undécimo videojuego de la serie WWE SmackDown vs. Raw y es la secuela de su predecesor WWE SmackDown vs. Raw 2009 y fue sucedido por WWE SmackDown vs. Raw 2011. Fue lanzado el 20 de octubre de 2009 en América del Norte, el 22 de octubre de 2009 en Australia y el 23 de octubre de 2009 en Europa. TOSE supervisó el desarrollo de la versión para Nintendo DS, el cual fue el último juego de la serie en lanzarse para un portátil.
El juego está basado en la promoción de lucha libre profesional World Wrestling Entertainment (ahora WWE) y lleva el nombre de las dos marcas de la promoción: SmackDown y Raw. También cuenta con la antigua tercera marca de la promoción ECW. También es el último juego en contar con el nombre de la marca ECW en su título. Al igual que en anteriores juegos de la serie, WWE SmackDown vs. Raw 2010 involucra a los jugadores a competir en diferentes combates de lucha libre profesional, ya sea como uno de los personajes del juego basado en el roster de la WWE o como un personaje creado en el modo Crear Superstar WWE. WWE SmackDown vs. Raw 2010 incorporó varias características nuevas siendo la personalización la principal, como el modo Crear Argumento WWE que permite a los jugadores crear sus propias historias de la WWE para poder jugarlas, una expansión en el modo Crear Remate incluyendo técnicas aéreas en las versiones para Xbox 360 y PlayStation 3, la personalización de color en las vestimentas en un modo llamado Ropa de Superstar, un renovado modo Crear Superstar WWE y una Herramienta de Pintura para crear logotipos en tus personajes creados.
Este juego se convirtió en el primero de la serie en estar disponible como una aplicación para iPhone. Fue lanzado el 23 de diciembre de 2009. En junio de 2010, el juego fue retirado de la App Store.

## Juego

### Modos de creación
El juego cuenta con modos de creación renovados, los cuales cuentan con una revisión completa respecto a ediciones de años anteriores. Además de los ya establecidos modos Crear Superstar WWE y Crear Entrada, se añadió el modo Crear Argumento WWE al juego, donde el jugador puede diseñar sus propias historias dentro de los shows semanales de la WWE (Raw, SmackDown o ECW) y eventos pago por visión con historias, escenarios y combates creados por ellos utilizando una variedad de opciones predeterminadas, más de 100 animaciones y 25 locaciones diferentes para diseñar cada escena. Los subtítulos pueden ser escritos por medio de un controlador o un teclado USB. Al igual que anteriores ediciones de la serie, el jugador puede crear historias; sin embargo, éste puede controlar la duración que tendrá la historia, cuántas Superestrellas o Divas están involucradas y en qué locaciones suceden los argumentos. El Creador de Combates permite al jugador elegir el tipo de combate, establecer una estipulación y cualquier tipo de victoria. Además de usar Superestrellas creadas, el jugador también puede integrar Superestrellas y Divas reales de la WWE en sus historias, escenarios y combates. En las versiones de Xbox 360 y PlayStation 3, cada historia puede contener un máximo de 500 segmentos, incluyendo 450 combates y 50 escenarios, mientras que las versiones de Wii, PlayStation 2 y PlayStation Portable tienen un límite de 55 segmentos. Los luchadores creados están limitados a diez apariciones en las versiones de PS3 y Xbox 360.
El modo Crear Superstar WWE ha sido también reestructurado desde WWE SmackDown vs. Raw 2009 en las versiones de Xbox 360 y PlayStation 3. El juego cuenta ahora con ropa tridimensional, a diferencia de juegos anteriores donde "pintabas por encima". El movimiento de la ropa es más realista; por ejemplo, un manto se mueve con cada uno de los movimientos de la Superestrella. Otra de las mejoras en el modo Crear Superstar WWE es el tiempo reducido de carga en los menús a comparación de versiones previas. Un nuevo sistema de puntos ha sido implementado en el modo Crear Superstar WWE en el cual se le da un valor a cada elemento, donde el jugador puede utilizar hasta 48 puntos en artículos. Para cada luchador creado, el jugador puede crear hasta 3 trajes alternativos para estos. El modo también cuenta con una Herramienta de Pintura adicional en el que los jugadores pueden crear su propio diseño para darle uso como logotipo o tatuaje en su personaje creado. Además del modo Crear Superstar WWE, las versiones de WWE SmackDown vs. Raw 2010 para la Xbox 360 y PlayStation 3 presentan un modo llamado Ropa de Superstar, donde el jugador puede crear tres trajes alternativos para los luchadores ya existentes en el juego mediante la personalización de los colores de su vestimenta. Sin embargo, la versión de PlayStation 2 surgió cambios de menor importancia a comparación del juego anterior. Se añadieron algunos elementos para el traje, pero casi todo lo demás es como antes.
El desbloqueo de hablidades para las Superestellas creadas se ha hecho más sencillo, ya que no es indispensable que el jugador añada puntos o juegue con una Superestrella creada en un modo de carrera específico para mejorar sus atributos. En cambio, los atributos pueden ser aumentados en todos los modos de juego, incluyendo los combates de exhibición habituales. El umbral máximo es de 5 puntos en una o dos categorías, dependiendo de cómo se desempeñe el jugador en el combate. Los puntos de atributos disponibles están determinados por lo que suceda en cada combate. Existen 21 habilidades desbloqueables, que son más fáciles de conseguir a comparación de años anteriores. Esta ocasión, los jugadores están obligados a aumentar ciertos atributos para conseguir la opción de ciertas habilidades. Pueden asignarse en el modo Crear Grupo de Movimientos. Se incluyeron nuevas habilidades como Préndete en Llamas, Jala para Atacar, Clavados Desde un Rebote de Cuerdas y otros.
La opción Crear Remate ha sido reelaborada, con la adición de 30 por ciento más de contenido. Presentado en el juego anterior, el jugador es capaz de crear un remate en posición de agarre. En WWE SmackDown vs. Raw 2010, el modo ha sido ampliado para incluir técnicas aéreas. El jugador también puede ajustar la trayectoria de salto y la velocidad de la maniobra
Junto con estas nuevas opciones de personalización, los jugadores de las versiones de Xbox 360 y PlayStation 3 pueden compartir sus luchadores creados, movimientos y mostrarlos en línea con otros jugadores. El jugador también tiene la posibilidad de clasificar otras creaciones en línea en cuanto a término de calidad. Trayendo de vuelta el modo Mejores Momentos WWE, una compilación de los mejores momentos del combate aparecerán después de cada combate. Posteriormente, el jugador puede optar por ver o guardar cualquiera de eso mejores momentos. Los jugadores también tendrán la posibilidad de convertir sus Mejores Momentos en videos de entrada para sus luchadores creados. Los jugadores de la versión para PlayStation 3 pueden subir sus videos a YouTube.
Una nueva añadidura al juego de este año fue la característica Rivales WWE. Esta opción permite asignarle aliados o enemigos a las Superestrellas para así utilizarlas como ventajas o desventajas en combates de exhibición con la opción de interferencia encendida. Si le estableces un enemigo a una Superestrella, ese enemigo puede aparecer durante el punto máximo del combate. El enemigo tiene varias opciones las cuales incluye ponerse de pie en el ring e interrumpir pinfalls, usar su remate o llegar con un arma. Los aliados trabajan de manera similar. La intensidad de la rivalidad o alianza puede ser cambiada al cambiar la posición en las ranuras donde se encuentran las Superestrellas.

### Jugabilidad de combate
WWE SmackDown vs. Raw 2010 también cuenta con nuevas características en la jugabilidad de combate. Se añadió una nueva característica llamada Instalaciones de Entrenamiento, una opción para los jugadores que pueden no ser conscientes de la jugabilidad de la serie. El jugador puede elegir una Superestrella, a su oponente no jugador (o, si lo decide así, jugador), el tipo de combate y las opciones de juego o combate. Durante el combate, aparecerán varias instrucciones automáticamente para llevar a cabo las acciones, así como las llaves y maniobras disponibles que se pueden desarrollar. Hay más de 100 consejos de entrenamiento para el jugador.
Por primera ocasión desde WWE SmackDown vs. Raw 2007, el juego cuenta con cuatro agarres fuertes, con los jugadores capaces de cambiar entre cada llave. Otras nuevas posiciones de movimiento incluyen movimientos donde las Superestrellas están encima de la esquina del ring y un cambio en las llaves regulares son los movimientos hacia los lados o independientes, indistintamente si es en su estómago o espalda.
El juego también cuenta con un renovado HUD, reduciendo la información en pantalla que se veía en años pasados. El medidor de impulso ahora aparece como un pequeño anillo debajo de los pies de cada Superestrella, mientras que los íconos HUD y la información relevante del combate se muestra alrededor de la Superestrella. Los medidores en pantalla del daño corporal fueron reemplazados ahora por señales visuales mostradas por las Superestrellas donde se indica dónde están lastimados. El juego también adopta el "mecanismo de libramiento de pinfall" usado en el videojuego de THQ WWE Legends of WrestleMania, donde el jugador puede tanto dejar presionado un botón como presionarlo repetidamente para llenar un medidor y librarse del intento de pinfall. Un nuevo sistema de inversión sustituye al antiguo sistema de dos botones de juegos anteriores. El nuevo sistema de inversión de un solo botón está basado en el tiempo, donde el jugador tiene una sola oportunidad de presionar el botón de inversión cuando el ícono de este aparezca.

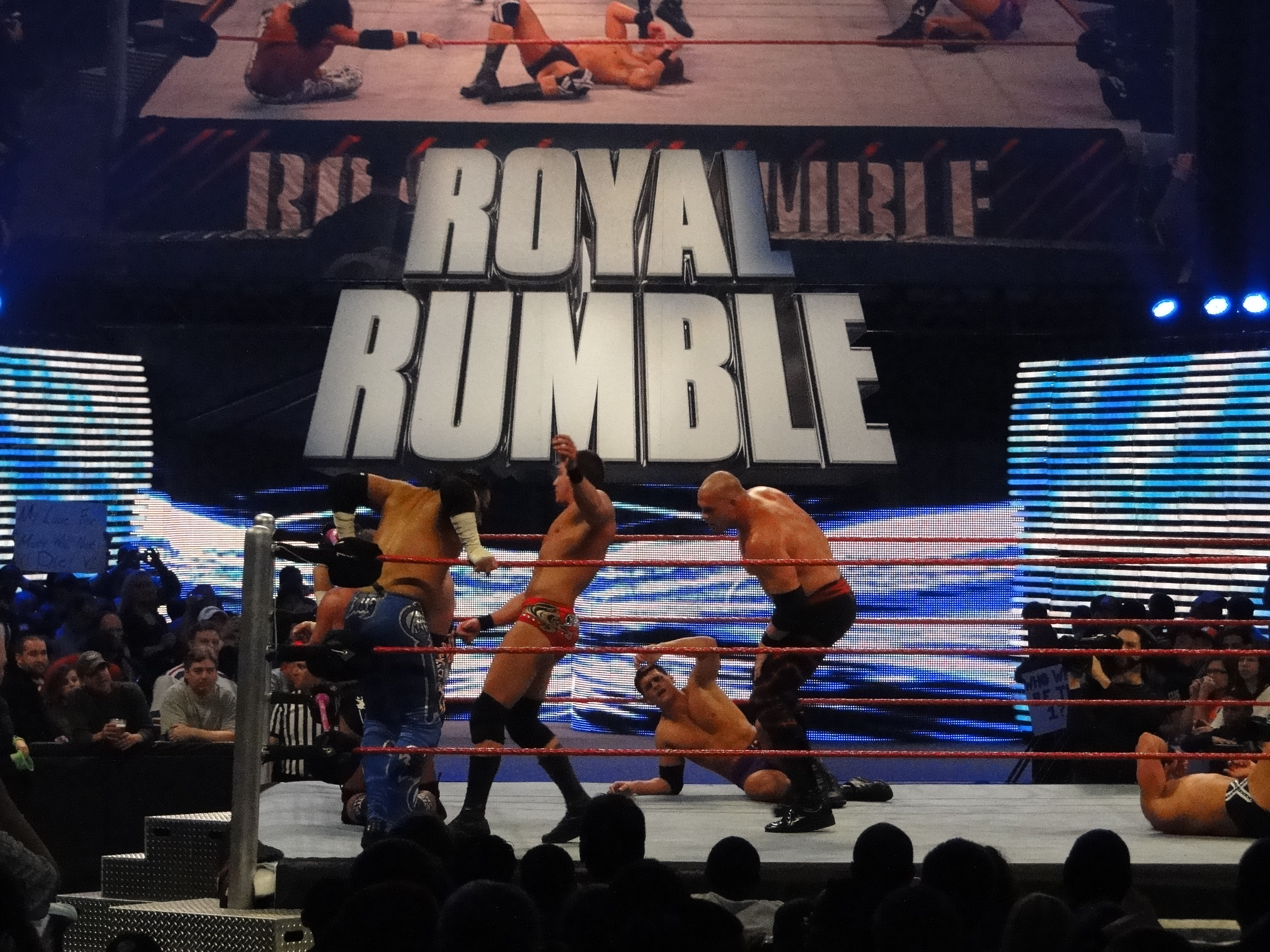
El Royal Rumble match de este año ha sido renovado

El juego de este año presenta varias y nuevas estipulaciones de combate. Uno de estos es el Championship Scramble match que fue introducido en el evento de la WWE, Unforgiven (2008). Otro nuevo tipo de lucha que se presenta es el mixed tag team match. La versión de DS incluye también por primera vez el Ambulance match. El Royal Rumble match ha sido renovado. Así como poder deshacerse de los oponentes lanzándolos fuera del ring como en juegos anteriores, el jugador ahora podrá eliminar a los otros luchadores usando las cuerdas y tensores del ring. Las eliminaciones en el combate pueden realizarse por medio de minijuegos así como utilizando remates para deshacerse de los otros luchadores. Los remates pueden también salvar a los luchadores de ser eliminados. En las consolas domésticas el número de sitios trasbambalinas en el Backstage Brawl match ha sido incrementado de dos a cinco áreas. El combate también hace su debut en la versión de DS, donde —a diferencia de las consolas domésticas— tiene 14 áreas trasbambalinas. Con excepción del First Blood match, la Hell in a Cell match, la Elimination Chamber match y el Royal Rumble match, las Divas pueden participar en todos los tipos de lucha. Sin embargo, aparte del mixed tag team match, los combates intergénero ya no están permitidos.
La versión del juego para Wii también ha sido reelaborada, principalmente la moción en la jugablildad y sistema de control han sido modificados similar a las versiones de PlayStation 3 y Xbox 360. Con estas mejoras, el jugador ahora tiene más opciones de controles, incluyendo el uso del controlador para GameCube, el Wii Remote y el Wii Classic Controller. La versión de Wii contiene varias de las características que se encuentran en las versiones de PlayStation 3 y Xbox 360, permitiendo que sea comparable a las otras versiones. Mientras que la versión de Wii muestra por primera vez el modo Crear Remate, no presentará el soporte en línea como la edición del año pasado.
TOSE desarrolló la versión de WWE SmackDown vs. Raw 2010 para Nintendo DS. El juego puede ser visto ahora desde una cámara elevada, además, las maniobras pueden ser ahora controladas con los botones del dispositivo en vez de tocando la pantalla. A diferencia de juegos pasados, la versión DS de este juego muestra un incremento en la velocidad. Una característica nueva de la versión para DS es un sistema coleccionable de tarjetas. El jugador tiene la capacidad de coleccionar tarjetas que contienen potenciadores que pueden ser activados en el ring para, por ejemplo, llamar a un luchador para que interfiera en el combate o conseguir desbloqueables como partes para el modo Crear Superstar WWE y tipos de lucha.

### Modos de juego
El modo Road to WrestleMania regresa de WWE SmackDown vs. Raw 2009 con seis nuevas historias basadas en los luchadores de la WWE. A diferencia del año pasado, WWE SmackDown vs. Raw 2010 presentará una historia basada en una Diva, siendo esta Mickie James y una historia específica para el luchador creado por el jugador. La historia cooperativa de este año, llamada "Guerra de marcas", es protagonizada por Triple H y John Cena. Las tres historias restantes son desempeñadas por Edge, Shawn Michaels y Randy Orton respectivamente. El modo Road to WrestleMania de este año también incluye historias que se extienden a través de sus escenas interactivas.
La versión para DS también incluye un modo historia renovado donde el jugador puede participar en varias de estas. En el rumbo, el jugador tiene que competir en combates, además de poder mejorar las estadísticas de un luchador creado, curar las heridas de este o visitar la oficina del presidente de la WWE Mr. McMahon.

## Roster
El roster está conformado por 66 luchadores, los que están resaltados en negrita hacen su debut o regresan a la saga.Roster oficial WWE. Consultado el 17-09-2009
| Raw: 1. Batista 2. Beth Phoenix 3. Big Show 4. The Brian Kendrick 5. Chavo Guerrero 6. Cody Rhodes 7. Evan Bourne 8. Festus 9. Gail Kim 10. Jack Swagger 11. JBL 12. John Cena 13. Kelly Kelly 14. Kofi Kingston 15. Maryse 16. Mr. Kennedy 17. Mr. McMahon 18. Mickie James 19. MVP 20. Randy Orton 21. Santino Marella 22. Shawn Michaels 23. Ted DiBiase 24. The Miz 25. Triple H | SmackDown: 1. Carlito 2. Chris Jericho 3. CM Punk 4. Dolph Ziggler 5. Edge 6. Eve 7. Finlay 8. Jeff Hardy 9. Jesse 10. John Morrison 11. JTG 12. Kane 13. Maria 14. Matt Hardy 15. Melina 16. Michelle McCool 17. Mike Knox 18. Natalya 19. Primo 20. Rey Mysterio 21. R-Truth 22. Shad 23. Shelton Benjamin 24. The Great Khali 25. Umaga 26. The Undertaker | ECW: 1. Brie Bella 2. Christian 3. Goldust 4. Ezekiel Jackson 5. Mark Henry 6. Nikki Bella 7. Tommy Dreamer 8. Vladimir Kozlov 9. William Regal | Leyendas: 1. Bob Orton 2. Dusty Rhodes 3. Stone Cold Steve Austin (DLC) 4. Ted DiBiase 5. The Rock 6. Trish Stratus |

| - Otros 1. Green 2. Red | - Managers 1. Hornswoggle |

1Son las superestrellas que tienen el mismo traje y foto de SVR 2009 (Esto ocurre en PS2, PSP, Wii y Nintendo DS, en cambio esto no pasa en Xbox 360 y PS3).

2Desbloqueable.

3Contenido de descarga gratis en la preventa del juego.

## Arenas
- - SmackDown 2009
  - Raw 2009
  - ECW 2009
  - WrestleMania 25
  - No Way Out 2009
  - Royal Rumble 2009
  - Armageddon 2008
  - Survivor Series 2008
  - Cyber Sunday 2008
  - No Mercy 2008
  - Unforgiven 2008
  - SummerSlam 2008
  - The Great American Bash 2008
  - Night of Champions 2008
  - One Night Stand 2008
  - Judgement Day 2008
  - Backlash 2008

## Campeonatos
| Campeonato                        | Campeón                      | Marca         |
| --------------------------------- | ---------------------------- | ------------- |
| WWE Championship                  | Randy Orton                  | RAW           |
| World Heavyweight Championship    | Edge                         | SmackDown     |
| WWE Intercontinental Championship | Rey Misterio                 | SmackDown     |
| WWE United States Championship    | MVP                          | RAW           |
| Unified Tag Team Championship     | The Colons (Carlito & Primo) | RAW Smackdown |
| WWE Divas Championship            | Maryse                       | RAW           |
| WWE Women's Championship          | Melina                       | Smackdown     |
| ECW Championship                  | Christian                    | ECW           |
| WCW Championship                  | Chris Jericho                | WWE           |
| WWE Cruiserweight Championship    | Chavo Guerrero               | WWE           |
| WWE Hardcore Championship         | Tommy Dreamer                | WWE           |
| WWE Champion of Champions         | Big Show                     | WWE           |

## Banda sonora
El juego cuenta con un total de 27 canciones, de las cuales 19 son temas de entrada de superestrellas. 
- "Hero" de Skillet
- "Monster" de Skillet
- "Down From The Sky" de Trivium
- "You're Going Down" de Sick Puppies
- "Still Unbroken" de Lynyrd Skynyrd
- "Invincible" de Adelitas Way
- "Star Movin" de Lions
- "Hard Times" de The Parlor Mob

-Temas de superestrellas:
- "Ain't No Make Believe" de John Morrison (Interpretado por Stonefree Experience)
- "Bad Dream" de Tommy Dreamer
- "Booyaka 619" de Rey Mysterio (Interpretado por P.O.D.)
- "Break The Walls Down" de Chris Jericho (Interpretado por Sevendust)
- "I Walk Alone" de Batista (Interpretado por Saliva)
- "Get On Your Knees" de Jack Swagger (Interpretado por Rage Against The Machine)
- "I'm Coming" de M.V.P. (Interpretado por Silkk the Shocker)
- "It's A New Day" de Legacy (Interpretado por Adelita's Way)
- "Just Close Your Eyes" de Christian (Interpretado por Story of the Year)
- "Legs Like That" de Maria (Interpretado por Zebrahead)
- "Live For The Moment" de Matt Hardy (Interpretado por Monster Magnet)
- "No More Words" de Jeff Hardy (Interpretado por EndeverafteR)
- "Porquoi?" de Maryse
- "Reality" de The Miz
- "S.O.S." de Kofi Kingston (Interpretado por Collie Buddz)
- "Somebody's Gonna Get It" de Mark Henry (Interpretado por Three 6 Mafia)
- "This Fire Burns" de CM Punk (Interpretado por Killswitch Engage)
- "Voices" de Randy Orton (Interpretado por Rev Theory)
- "What's Up?" de R-Truth (Interpretado por Ron Killings)

## Desarrollo
El desarrollo del juego fue oficialmente anunciado en el E3 el 1 de junio de 2009 por WWE, Yuke's y THQ. El juego ha sido promovido principalmente con el lema "Ahora Es Tu Mundo" refiriéndose a la nueva presentación de personalización disponible que el juego tendrá. El primer videometraje del juego fue mostrado en la edición del 11 de agosto de Late Night with Jimmy Fallon durante una entrevista con el luchador Triple H, presentando un combate entre Triple H y un creado Jimmy Fallon. Un tráiler promocionando los nuevos rasgos del juego en cuanto a la personalización fue realizado el 20 de agosto por GameSpot. Este ha sido un cambio en cuanto a los años pasados de la serie WWE SmackDown en donde las características eran anunciadas cada abril. Según el gerente mayor creativo del juego, Cory Ledesma, el razonamiento para esto fue que quería adelantar la anticipación y entusiasmo en un periodo más corto con más información del juego. Una demostración jugable del juego fue realizada por primera vez en la convención de fanáticos "WWE SummerSlam Axxes" el 22 de agosto y 23 de agosto.
Originalmente, fue anunciado en junio de 2009 que la fecha de lanzamiento en América sería el 10 de noviembre de 2009. Como sea un mes después, la fecha de lanzamiento fue adelantada al 20 de octubre.
El juego contará con canciones de Adelitas Way, Lynyrd Skynyrd, Sick Puppies, Skillet y Trivium como canciones autorizadas de la banda sonora del juego.

### Wii
La versión Wii del juego también ha sido mejorada, principalmente en la moción de jugabilidad y esquema de control similar al de las versiones de PlayStation 2 y Xbox 360. Con estas mejoras, el jugador tendrá más opciones de control, incluyendo el uso del control de GameCube, control remoto Wii, y el control clásico Wii. Ha sido confirmado que el productor del juego de la versión Wii presentará muchos de los rasgos encontrados en la versión de PlayStation 3 y Xbox 360, por esta causa la versión de Wii será análogo a las otras versiones. Mientras que la versión de Wii presentará el modo crea-una-acabadora por primera vez, no demostrará el soporte en línea como ediciones de años pasados.
n

### Nintendo DS
TOSE, los desarrolladores de la versión del Nintendo DS de WWE SmackDown vs. Raw 2009, serán los desarrolladores de la versión de Nintendo DS de WWE SmackDown vs. Raw 2010. THQ confirmó que ellos buscaban una mejora en las versiones de Nintendo DS de la serie WWE SmackDown, y WWE SmackDown vs. Raw 2010 la destacará. A diferencia de juegos pasados, la versión DS de este juego presentará un incremento en la velocidad. El juego ahora va a ser visto desde una cámara elevada, además, las maniobras ahora podrán ser controladas usando los botones del dispositivo en vez de la pantalla de tacto. Un nuevo rasgo de la versión del DS van a ser la tarjetas coleccionables del sistema. El jugador podrá coleccionar tarjetas que resaltarán los power-ups que podrán ser usados en el ring—como llamar a un luchador para que interfiera en el combate—o que presente desbloqueables—como partes de crea-un-luchador, tipos de combate, etc. La versión DS también mostrará un mejorado modo historia en donde el jugador podrá participar en varias. A lo largo, el jugador tendrá que competir en combates, además de la capacidad de mejorar las estadísticas de un luchador creado, que el enfermero cure las heridas del luchador del jugador, o visitar la oficina del presidente de la WWE Vince McMahon. La versión DS incluirá por primera vez el Ambulance match (combate de Ambulancia), y Backstage Brawls (Combates fuera de la Arena) con 14 diferentes áreas.